# Человек, который умел творить чудеса
«Человек, который умел творить чудеса» (англ. The Man Who Could Work Miracles) — кинофильм режиссёра Лотара Мендеса, снятый в 1936 году по сценарию Герберта Уэллса. В основу сценария был положен одноимённый фантастический рассказ Уэллса, опубликованный в 1898 году.

## Сюжет
Джордж Фотерингэй, ничем не приметный добродушный продавец магазина в английском городке Довентон, неожиданно получает от могущественных космических существ удивительную способность творить любые чудеса по собственному желанию. После нескольких дней привыкания к новым возможностям перед Фотерингэем встает трудноразрешимая проблема: на что направить свой дар? Представители бизнеса советуют ему взяться за «делание денег». Местный проповедник предлагает начать новую золотую эру без войн и болезней. А может быть имеет смысл взять власть в свои руки?

## В ролях
- Роланд Янг — Джордж МакУиртер Фотерингэй
- Ральф Ричардсон — полковник Уинстэнли, председатель судейской коллегии
- Эдвард Чепмен — майор Григсби, хозяин магазина
- Эрнест Тесиджер — викарий Мэйдиг
- Джоан Гарднер — Ада Прайс
- Софи Стюарт — Мэгги Хупер, продавщица магазина
- Роберт Кокрэн — Билл Стокер, продавец магазина
- Уоллес Лупино — констебль Уинч
- Джордж Зукко — дворецкий Муди